# 拉萨尔站
拉萨尔站（法語：LaSalle，發音：[lasal]）位於加拿大魁北克省蒙特利爾市，服務附近的居民。

## 外部連結
- （法文）（英文）蒙特利爾交通局：拉萨尔站 （页面存档备份，存于）（英文） （页面存档备份，存于）
- （法文）（英文）：拉萨尔站 （页面存档备份，存于）（英文） （页面存档备份，存于），含有拉萨尔站的資訊、歷史、車站結構與藝術品資料。